# Brecha de Rolando

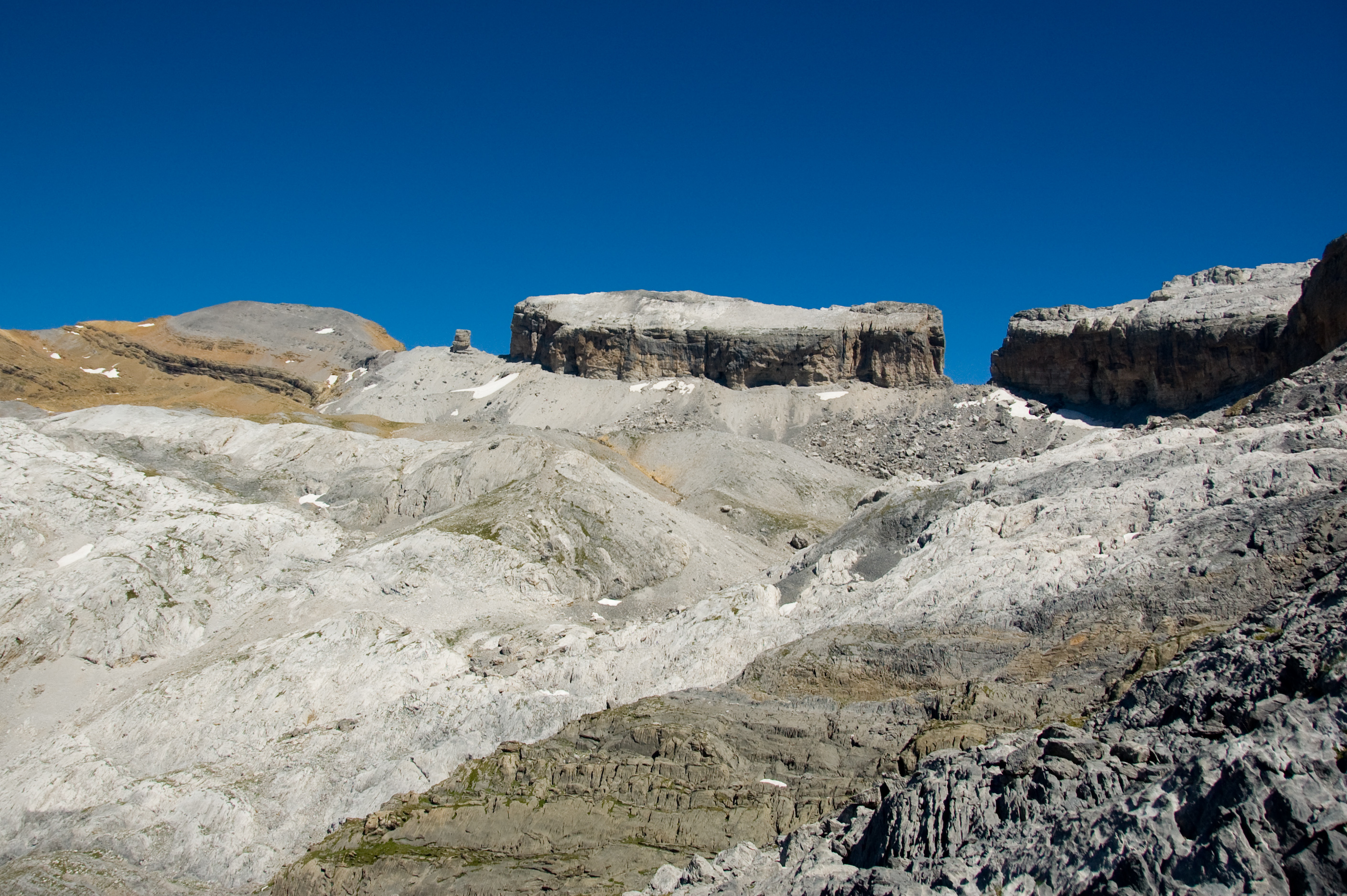
Brecha de Rolando desde el lado español.

La brecha de Rolando (brèche de Roland en francés) es un estrecho collado de 40 metros de ancho y 100 metros de altura, situado a una altitud de 2804 metros en el macizo de Monte Perdido, en España. Según una leyenda local, fue abierta por Rolando, el sobrino de Carlomagno, mientras intentaba destruir su espada Durandal golpeándola contra la roca al final de la batalla de Roncesvalles. En realidad se trata de una bella excursión en los Altos pirineos accesible desde Francia (Gavarnie) y desde España por el parque nacional de Ordesa y Monte Perdido (valle de Ordesa), bien a través del refugio de Góriz o ascendiendo por el circo de Carriata o bien por el de Cotatuero.

## Flora y vegetación del macizo de Monte Perdido
El hecho de tratarse del macizo calcáreo más alto de Europa hace que tenga también una flora muy singular. De las cerca de 3500 especies de plantas vasculares que podemos encontrar en los Pirineos, apenas 150 son capaces de superar los 3000 m de altitud, y de ellas 95 han sido localizadas en los 34 «tresmiles» del macizo de Monte Perdido y cercanías. Solo las tres puntas de los Gabietos reúnen a medio centenar de ellas.
Sin embargo, debemos destacar que no todas las cimas tienen las mismas plantas, y solo un puñado se repiten, como Saxifraga pubescens, Saxifraga oppositifolia, Androsace ciliata, Linaria alpina subsp. alpina, Minuartia cerastiifolia o Pritzelago alpina subsp. alpina, por citar solo las más comunes.